# Craig Bryson
Craig James Bryson (* 6. November 1986 in Rutherglen) ist ein schottischer Fußballspieler, der beim schottischen Viertligisten FC Stenhousemuir unter Vertrag steht. 

## Karriere

### FC Clyde und FC Kilmarnock
Craig Bryson debütierte am 14. August 2004 für den schottischen Zweitligisten FC Clyde in der Scottish Football League First Division. Nach zwei weiteren Spielzeiten als Stammspieler, wechselte er am 4. Juli 2007 zum Erstligisten FC Kilmarnock. In der Scottish Premier League 2008/09 etablierte sich Bryson als Stammspieler und festigte diesen Status auch eine Saison später. Die Scottish Premier League 2010/11 beendete Bryson (33 Spiele/2 Tore) mit Kilmarnock als Tabellenfünfter. 

### Derby County
Am 9. Juni 2011 wechselte Craig Bryson zum englischen Zweitligisten Derby County. In der Football League Championship 2011/12 avancierte Bryson (44 Spiele/6 Tore) schnell zu einer tragenden Stütze der Mannschaft und wurde vereinsintern zum besten Spieler der Saison gewählt.

### FC Aberdeen
Im Juni 2019 wechselte Bryson zurück nach Schottland und unterschrieb einen Vertrag beim FC Aberdeen.

### Schottische Nationalmannschaft
Am 16. November 2010 bestritt Bryson sein erstes Länderspiel für Schottland bei einem 3:0-Heimsieg über die Färöer.